# Shobhana Bhartia
Shobhana Bhartia, född 1957, är ordförande för det indiska mediehuset HT Media Group och ledamot av det indiska överhuset Rajya Sabha. Hon är även pro chancellor för Birla Institute of Technology and Science.
HT Media Group omsatte cirka 2 miljarder kronor under räkenskapsåret 2008–2009 och deras största tidningar är Hindustan Times, som är en engelskspråkig tidning, och Hindustan, som är på hindi. Tidningarna har en upplaga på 1,2 miljoner dagligen vardera. 
Hindustan Times grundades av Shobhana Bhartias farfar, G.D. Birla, 1924 på uppmaning av Mohandas Gandhi.